# Josh T. Pearson

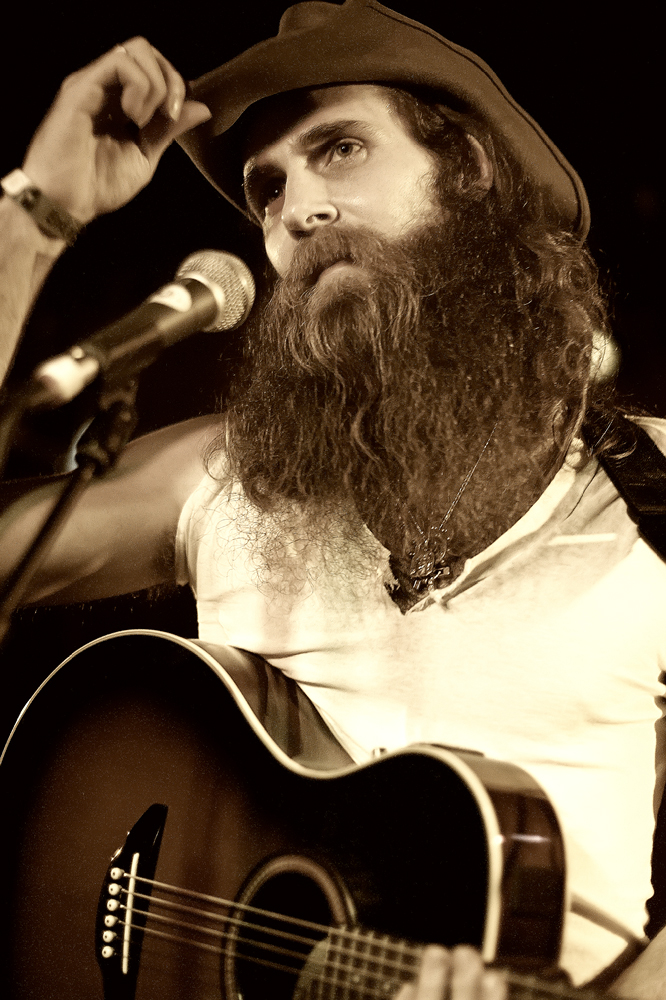
Josh T Pearson at The Buffalo Bar, Islington, London, UK.

Josh T. Pearson é um músico americano, do estado do Texas. 

## Biografia
Em 1996 formou a banda Lift to Experience que, após espetáculos ao vivo e o lançamento do álbum duplo The Texas-Jerusalem Crossroads, editado em 2001, viria a desaparecer, sendo no entanto aclamada pela crítica.
A cena musical de Denton, Texas, também não a deixou no esquecimento e Lift to Experience tomou o lugar de uma das suas principais referências. Pearson segue agora carreira a solo sem interpretar temas da antiga banda, uma carreira cheia de digressões tanto como cabeça de cartaz como banda de apoio.
Em concertos recentes, Pearson realizou uma quantidade de registos de autor, incluindo o álbum bootleg To Hull And Back, e um DVD single ao vivo em Paris. Participou também com guitarra e voz em dois temas, "Seal Jubilee" e "Trophy" do álbum Fur and Gold, de Bat for Lashes.
A relação de Pearson com a produção em estúdio é quase nula: durante anos encontramos uma única canção: o cover de Hank Williams, "I'm So Lonesome I Could Cry", editada como metade de um single produzido em conjunto com os Dirty Three. 
Pearson, que tem sido assíduo no festival All Tomorrow's Parties, tem um registo que se divide em duas categorias: canções rock interpretadas com guitarra elétrica em ligação com a sua memória dos Lift to Experience e canções country calmas e acústicas.
As interpretações ao vivo têm incluído Robert B. Weaver III no baixo (dos The Paper Chase), e do antigo baterista Andy Young dos Lift To Experience, especialmente a acompanhar My Bloody Valentine em Austin e Dallas em Abril de 2009. 
Em Junho de 2009 Pearson mudou-se para Paris, onde se juntou a um grupo de músicos, incluindo Bosque Brown e H-Burns a tocar regularmente na West Country Girl. A sua aparição final foi em  Junho de 2010. Um álbum de sessões desse tempo foi planeado para 2011.
Em Janeiro de 2010 Pearson gravou um álbum de baladas acústicas épicas em Berlim e duas canções com o pianista Dustin O'Halloran, "Sweetheart I Ain't Your Christ" e "Country Dumb". A primeira pode ser ouvida apenas na sua página no SoundCloud.
Em Agosto de 2010 Pearson assinou contrato com a Mute Records para todo o mundo. Em Novembro de 2010, a Mute anunciou a edição do seu primeiro álbum a solo.
Last Of The Country Gentlemen saiu na primavera de 2011. Em Setembro de 2011, um bootleg não-oficial de edição limitada a 1000 cópias, gravado ao vivo no London's Union Chapel, intitulado "The King is Dead", foi lançado para coincidir com a sua participação nos festivais do Reino Unido.

### Singles
- Lift To Experience EP (1997) - com Lift to Experience
- These Are The Days (2001) - com Lift to Experience
- I'm So Lonesome I Could Cry (2006) - single 7" com Dirty Three (que interpretam Doris)
- Country Dumb (versão piano) (20 de Fevereiro de 2011)  - com Dustin O'Halloran
- Woman, When I’ve Raised Hell (9 de Maio de 2011)[1]

### DVD single
- Live In Paris (2006) - gravado em Mains d'Oeuvres, Paris (bootleg)

### Bootlegs
- To Hull and Back (2005) Álbum CD-R. Ao vivo. Edição de autor.
- The King Is Dead (2011) Álbum Vinil. Gravado ao vivo no show London Union Chapel em 11 de Maio de 2011. Mute Czechoslovakia.